# André Clot
André Clot, francoski zgodovinar in pisatelj, * 9. november 1909, Grenoble, Francija, † 2002.
Posvečal se je predvsem zgodovini in kulturi islamskih držav.